# Matthew Innes
Matthew Innes ist ein britischer Mittelalterhistoriker.

## Leben
Er studierte Geschichte an der Universität Cambridge, wo er 1996 promovierte. Nach akademischen Stationen in Cambridge (Junior Research Fellow bei Peterhouse, 1994–1997), Birmingham und York kam er 1999 als Dozent für Geschichte zu Birkbeck (später zum Senior Lecturer (2002), Reader (2004) und Professor (2006) befördert).

## Schriften (Auswahl)
- State and society in the early Middle Ages. The Middle Rhine Valley, 400–1000. Cambridge 2000, ISBN 0-521-59455-3.
- mit Yitzhak Hen (Hg.): The uses of the past in the early Middle Ages. Cambridge 2000, ISBN 0-521-63001-0.
- Introduction to early medieval Western Europe, 300–900. The sword, the plough and the book. London 2008, ISBN 0-415-21507-2.
- mit Marios Costambeys und Simon MacLean: The Carolingian world. Cambridge 2011, ISBN 0-521-56494-8.